# Banksia victoriae
Banksia victoriae är en tvåhjärtbladig växtart som beskrevs av Meissn.. Banksia victoriae ingår i släktet Banksia och familjen Proteaceae. Inga underarter finns listade i Catalogue of Life.